# Clypeodonta
De Clypeodonta zijn een groep plantenetende ornithischische dinosauriërs behorende tot de Euornithopoda.
In 2014 definieerde David Bruce Norman een klade Clypeodonta, de "schildtanden", als de groep omvattende Parasaurolophus walkeri en alle soorten nauwer verwant aan Parasaurolophus dan aan Thescelosaurus neglectus. Verwarrend was dat het artikel waarin deze definitie werd gepubliceerd een kladogram weergaf van een kladistische analyse die Norman had uitgevoerd en dat hij de term Clypeodonta wilde gebruiken om een bepaald afsplitsingspunt in de stamboom mee aan te duiden. Daarvoor is een definitie als nodusklade nodig en die gaf hij dan ook: de Clypeodonta zijn dan de groep bestaande uit de laatste gemeenschappelijke voorouder van Hypsilophodon foxii en Edmontosaurus regalis; en al zijn afstammelingen. Diezelfde definitie gaf hij in een opvolgend artikel uit hetzelfde jaar. Hoewel de eerste definitie als de "officiële" werd gepresenteerd, wordt sindsdien de term vooral als nodusklade toegepast.
De groep bestaat in beide definities uit kleine tot reusachtige facultatief tweevoetige vormen uit de Jura en het Krijt.
Norman gaf in 2014 vijf belangrijke synapomorfieën, gedeelde nieuwe eigenschappen, van de groep. De dentaire tandkronen van de onderkaak zijn overdwars afgeplat, asymmetrisch, alleen van binnen bezien schildvormig en van de tandwortel gescheiden door een schuine verdikking van de basis aan de binnenzijde. De tanden van de onderkaak zijn over de volle lengte van basis tot spits gebogen en beschrijven een boog, bol aan de binnenzijde, als ze gedurende hun groei uit de tandkas komen. Bij de tanden van de bovenkaak en de onderkaak is het email omgekeerd gepositioneerd in de zin dat bij de maxillaire tanden het email dikker is aan de buitenzijde en bij de dentaire tanden het email dikker is aan de binnenzijde. De tanden van onderkaak hebben aan de binnenzijde een hoge verticale hoofdrichel die geflankeerd wordt door een per soort variabel aantal lagere secundaire richels. De maxillaire tanden van de bovenkaak zijn ook overdwars afgeplat, asymmetrisch en schildvormig maar hun dikke email aan de buitenzijde heeft alleen secundaire richels.
Basale Clypeodonta verschillen in het postcraniaal skelet niet sterk van hun basale euornithopode voorlopers. Norman beklemtoonde de evolutie van het gebit dat samenhangt met de vorming van tandbatterijen. De tanden vormen aaneengesloten rijen met een continue snijrand. De tanden in de onderkaak krommen naar buiten en scharen langs de binnenzijde van de tanden in de bovenkaak die naar binnen krommen. Vandaar de asymmetrische verdeling van het email. Bij afgeleide soorten worden meerdere tanden per positie gestapeld en ontstaat er een batterij. 